# Диференціальна гра
Ігри диференціальні — напрям у теорії процесів, які описуються диференціальними рівняннями.
Диференціальні ігри мають властивості, характерні як для теорії оптимального керування, так і для теорії ігор. Безпосередньою причиною розвитку теорії диференціальних ігор стали прикладні задачі, в тому числі, військові.

## Приклад диференціальної гри
Типовим прикладом задачі диференціальної гри може слугувати задача перехоплення бомбардувальника противника винищувачем. Обидва об'єкти (і винищувач, і бомбардувальник) керовані, і їхня поведінка залежить від того, яким чином діють пілоти. Однак керування перебуває в руках різних осіб з протилежними інтересами: бомбардувальник ухиляється від зустрічі, а винищувач переслідує його.
Складність задачі керування для пілота винищувача полягає в тому, що в нього відсутня інформація про майбутнє керування противника. Він знає технічні можливості літака, знає його положення в цей час, однак не може знати, яке рішення про своє керування прийме пілот бомбардувальника в кожний наступний момент часу. Тому його рішення має базуватись на ситуації, яка склалась до цього моменту.

## Формальне визначення диференціальної гри
Формально, в загальній формі, диференціальна гра може бути сформульована таким чином. Є об'єкт керування, поведінка якого описується системою диференціальних рівнянь:
{\displaystyle {\frac {\mathrm {d} x}{\mathrm {d} t}}=f(x,u,v)}, (1)
де x — n-вимірний вектор з компонентами x1, …, xn, а f(x, u) — n-вимірна вектор-функція із компонентами fi(x, u), i = 1, …, n, u та v — керуючі параметри, які представляють r-вимірний та s-вимірний вектори відповідно, які можуть змінюватись на множинах U та V. Крім того, задано термінальну множину M ⊂ En, де En — n-вимірний простір.
Нехай вибрано дві будь-які функції u(x) та v(x) так, що u(x) ∈ U, v(x) ∈ V і рівняння
{\displaystyle {\frac {\mathrm {d} x}{\mathrm {d} t}}=f(x,u(x),v(x))} (2)
має розв'язок. Тоді для кожного початкового стану визначена траєкторія x(t) системи (2) і визначений функціонал
| {\displaystyle I(y(\cdot ),\,v(\cdot );\,x^{0})=} | {\displaystyle \int _{0}^{t_{1}}f_{0}(x(t),u(x(t)))} |
|                                                   | {\displaystyle v(x(t)))\,},                          |
де t1 — перший момент часу, коли x(t) ∈ M. Якщо такий момент відсутній, то вважається, що I = + ∞. Задача теорії диференціальних ігор тепер полягає в з'ясуванні питання про те, за яких умов і для яких точок x0 можливо знайти такі функції u0(x) та v0(x), що
{\displaystyle I(u^{0}(\cdot ),\,v(\cdot );\,x^{0})\leq I(u^{0}(\cdot ),v^{0}(\cdot );\,x^{0})}

{\displaystyle \leq I(u(\cdot ),\,v^{0}(\cdot );\,x^{0})}.
В такій постановці задачу розв'язано лише для невеликої кількості окремих випадків. Для випадку, коли множина M збігається з всім простором, а t1 — фіксовано, доведено існування розв'язку гри в деякому узагальненому сенсі. Для загального випадку отримані результати в припущенні деякої дискримінаційної функції другого гравця, який займається керуванням v. А саме: вважається, що приймаючи своє рішення, перший гравець знає майбутнє керування другого на деякому малому відрізку часу. В цьому випадку вдається довести, що весь простір початкових положень може бути розбито на дві області так, що виходячи із першої області, перший гравець завжди може гарантувати собі завершення гри з кінцевою ціною I. В той же час, як в точках другої області він не може собі гарантувати жодного скінченного значення ціни. Побудовано достатні умови можливості завершення гри зі скінченою ціною. Ці умови можна застосувати в основному для розв'язування задач з лінійним об'єктом керування.